# Beires
Beires est une commune de la province d'Almería, Andalousie, en Espagne.

## Géographie

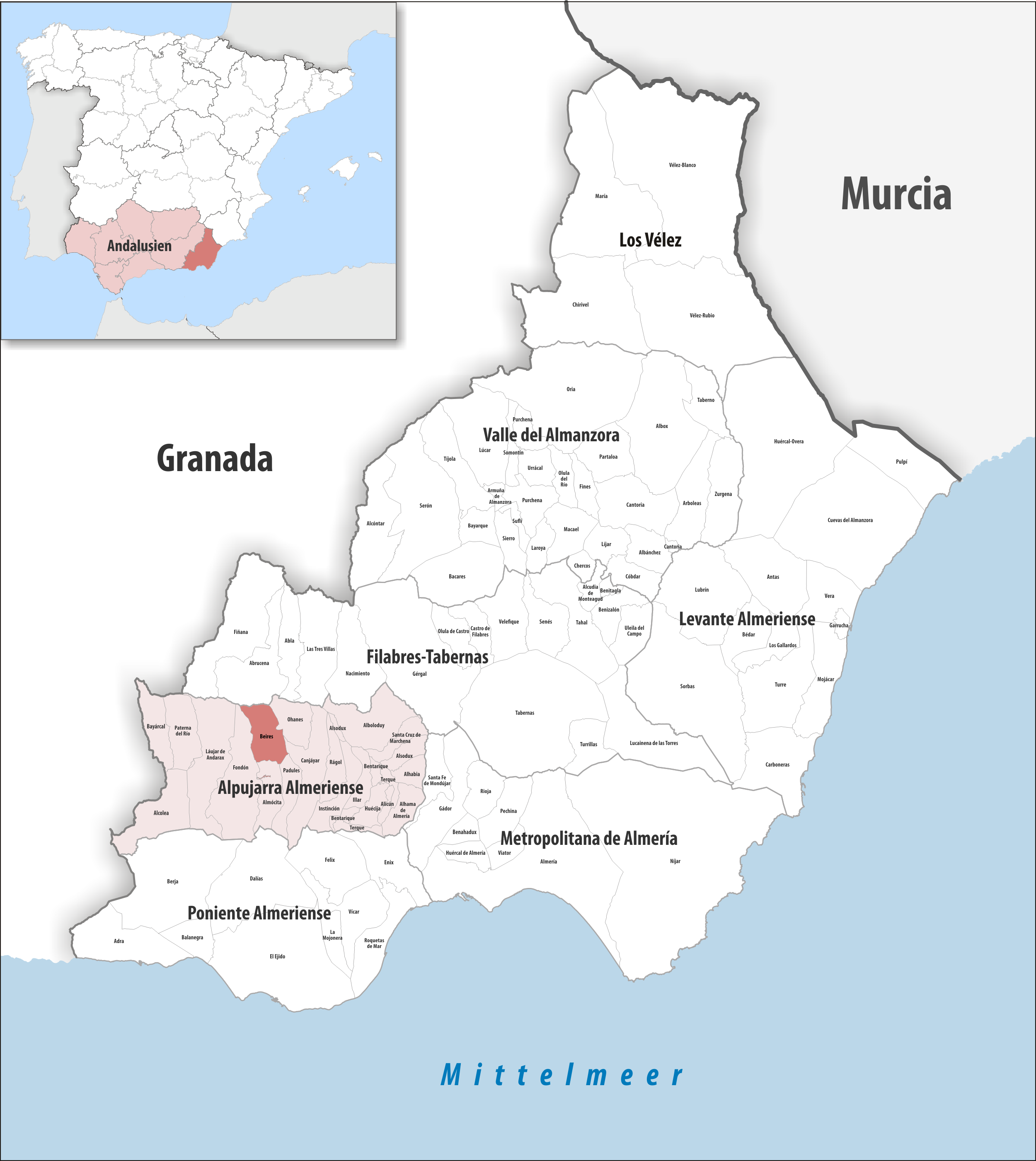
Beires dans la comarque Alpujarra almeriense, province d'Almería / en Andalousie

### Localisation
La commune de Beires se trouve au sud-est de l'Espagne, dans le quart sud-ouest de la province d'Almería et au centre-nord de la comarque Alpujarra almeriense.
La commune est en trois parties : elle a deux petites enclaves séparées, au sud de son territoire principal. L'une de ces enclaves, d'environ 1,5 km de longueur, couvre la vallée de l'Andarax alors que ce dernier entre sur Almócita. L'autre enclave, à seulement environ 200 m au sud du territoire principal, inclut la mine de Pozo Nuevo (le "Nouveau Puits").
Almería est à 49 km est-sud-est ;
Madrid à 508 km nord ;
Malaga à 198 km ouest ;
Gibraltar à 336 km ouest-sud-ouest (distances par route).
Beires fait partie de l'Alpujarra, petite région entre la sierra Nevada au nord et la mer Méditerranée au sud, limitée à l'ouest par la sierra de Lujar (es) et à l'est par la sierra de Gádor.

## Histoire

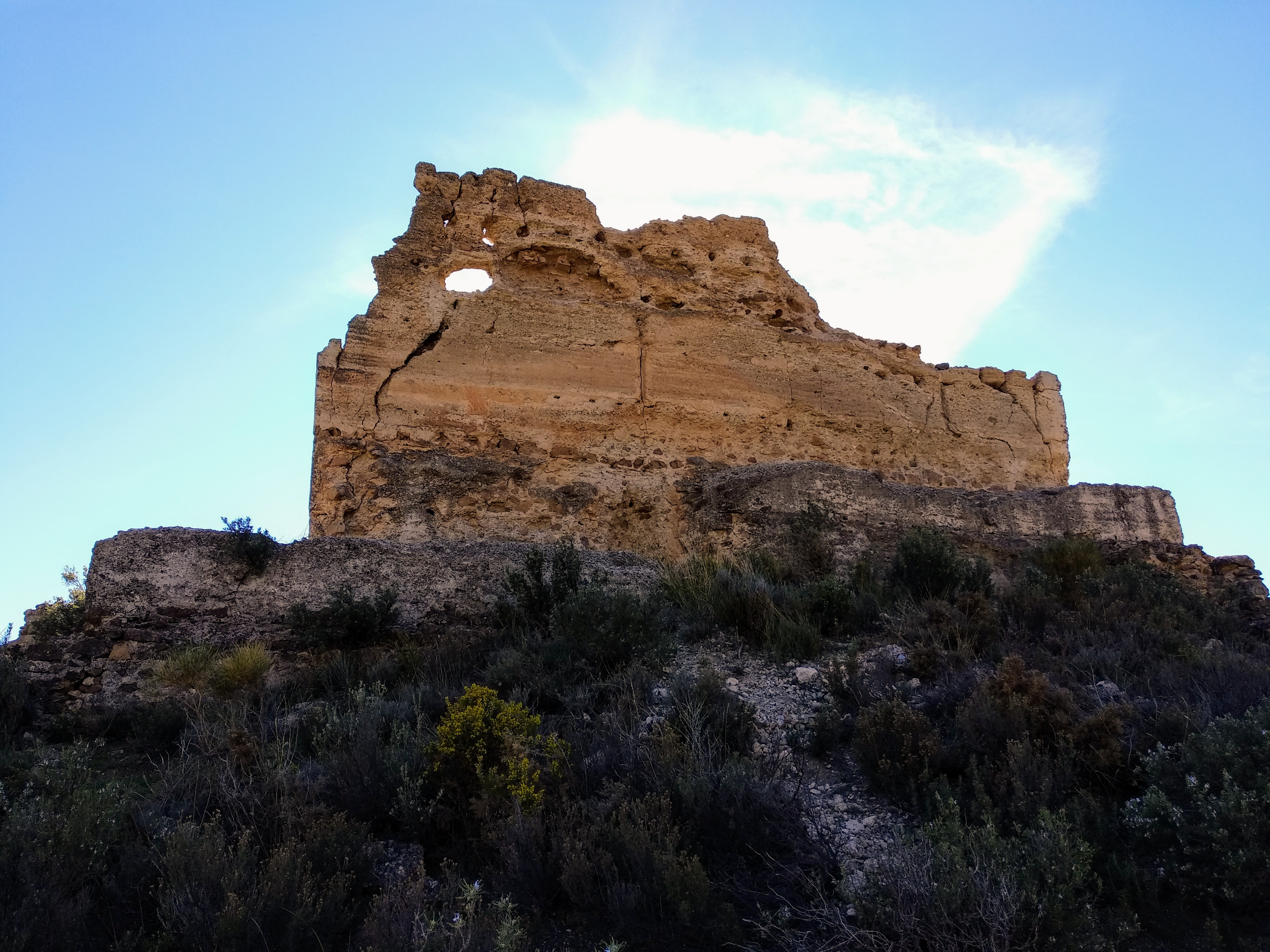
Le château des Maures (castillo de los Moros)
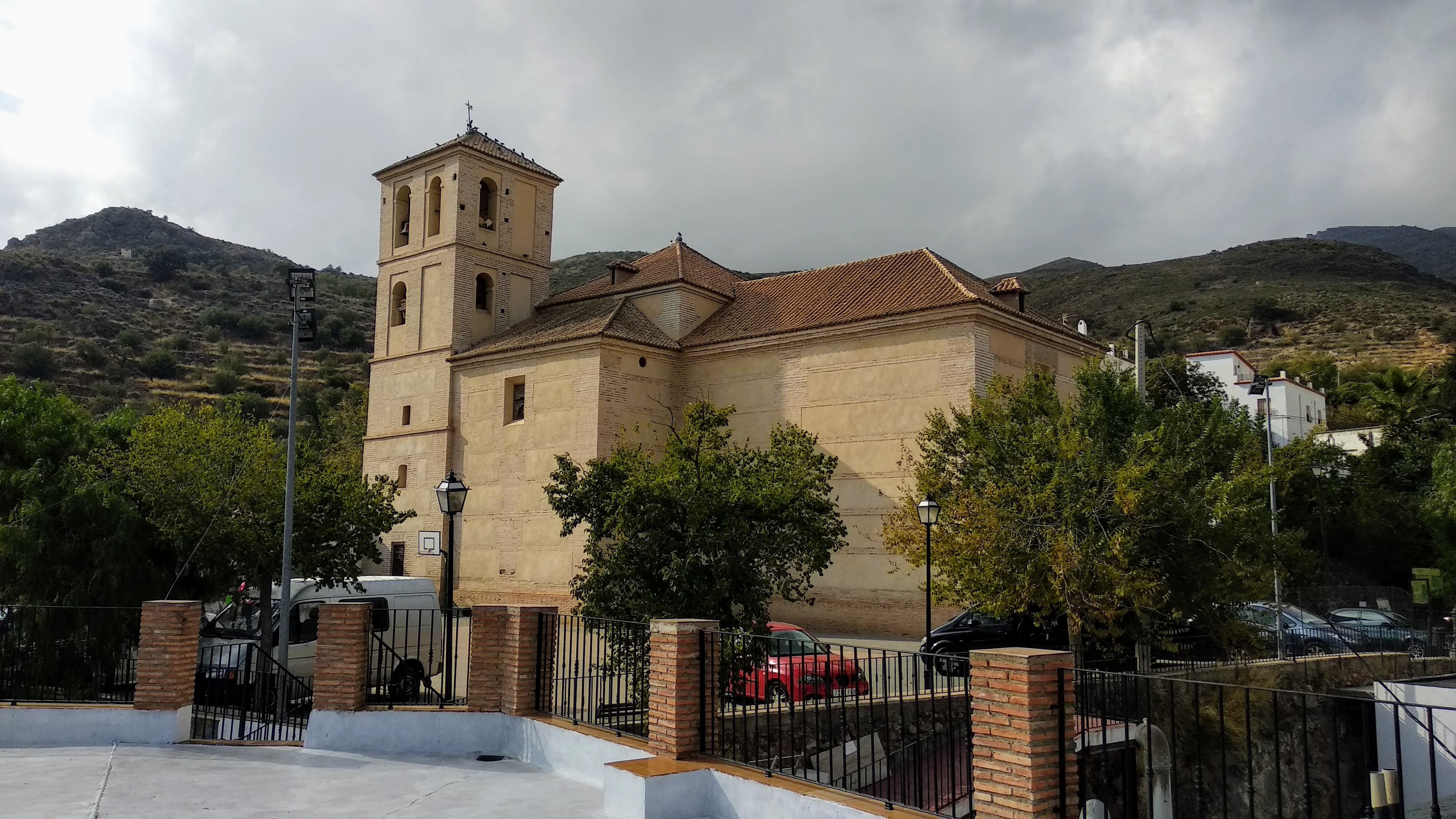
Église Saint-Roch

## Administration
| Période                                  | Période | Identité | Étiquette | Qualité |
| ---------------------------------------- | ------- | -------- | --------- | ------- |
| N/A                                      | N/A     | N/A      | N/A       | Maire   |
| Les données manquantes sont à compléter. |         |          |           |         |

## Économie
Vin de pays Ribera del Andarax
Elle fait partie de la zone couverte par l'appellation « vin de pays » (es) (Vino de la Tierra) Ribera del Andarax (es),
une indication géographique réglementée en 2003. 21 communes en font partie, toutes dans la province d'Almería : 
Alboloduy, 
Alhabia, 
Alhama de Almería, 
Alicún, 
Almócita, 
Alsodux, 
Beires,
Bentarique, 
Canjáyar, 
Enix, 
Felix, 
Gérgal, 
Huécija,
Illar, 
Instinción, 
Nacimiento, 
Ohanes, 
Padules,
Rágol, 
Santa Cruz de Marchena,
Terque.